# Équipe de Belgique masculine de handball au Championnat du monde 2023
Cet article relate le parcours de l'Équipe de Belgique masculine de handball lors du Championnat du monde 2023 organisé au Danemark et en Pologne du 11 janvier au 29 janvier 2021. Il s'agit de la première participation de la Belgique à un Championnat du monde ou même plus généralement à un tournoi majeur.

## Présentation

### Qualification
Après la pandémie de Covid-19, de nombreux joueurs de la sélection décident de mettre un terme à leurs carrières internationales tels que Thomas Cauwenberghs, Arber Qerimi, Thomas et Nathan Bolaers. Malgré une sélection donc rajeunie, la Belgique se qualifie difficilement pour les qualifications du Mondial 2023. En effet, la Belgique se devait alors de terminer à un des deux premières places d'une phrase de groupe pré-qualificative puis de passer deux tours afin de se qualifier.
La phase de groupe ne débute pas très bien pour les Belges. Versés dans le Groupe 1, avec la Grèce, de la Turquie ainsi que du Kosovo, les Red Wolves concèdent à deux défaites face aux Turcs (30-25) et aux Grecs (27-29) tandis qu'ils partagent l'enjeu avec le Kosovo (28-28). Néanmoins les Belges parviennent à relever leur niveau à l'issue des trois dernières journées. Ainsi, malgré une lourde défaite face aux Grecs (42-24), les Belges parviennent à vaincre la Turquie (37-28) et le Kosovo (33-29). La Belgique termine ainsi second de son groupe et se qualifie pour le tour suivant malgré une équipe fort rajeunie. Il convient néanmoins que dans ce groupe 1, les Belges n'avaient pas leur sort entre leur main. Ils ont pu ainsi compter sur l'exploit du Kosovo face aux Turcs (26-24).
Devant donc passer a priori deux tours, les Red Wolves apprennent alors qu'ils n'en auront finalement qu'un à passer à la suite de la disqualification russe à la suite de la guerre d'Ukraine. La sélection belge est alors opposée à la Slovaquie pour une double confrontation lors de laquelle, malgré une courte défaite de 28 à 26 à Topoľčany, les Belges parviennent à émerger devant son public pour s'imposer 31 à 26 synonyme d'une qualification historique pour son tout premier tournoi majeur.

### Matchs de préparation
| No | Date                 | Lieu     | Adversaire | Résultat          | Événement            | Buteurs belges |
| -- | -------------------- | -------- | ---------- | ----------------- | -------------------- | --- |
| 1  | 4 janvier 2023 19h30 | Katowice | Maroc      | V 30 – 28 (12-16) | Tournoi du Nouvel An | Lettens, Van Hove, Braun (6), Glorieux (5), Brixhe (3), VanCosen (3), Colman (2), S. Spooren (2), Kötters (2), Serras (2), R. Spooren (1), D'Hanis (1), Qerimi (1), Gillé (1), De Beule (1)           |
| 2  | 5 janvier 2023 19h30 | Katowice | Iran       | V 35 – 31 (19-16) | Tournoi du Nouvel An | Lettens, Van Hove, Glorieux (6), Braun (3), Brixhe (3), Colman (3), D'Hanis (3), Kötters (3), Serras (3), Gillé (2), De Beule (2), Ooms (2), R. Spooren (2), Vancosen (1), S. Spooren (1), Qerimi (1) |
| 3  | 6 janvier 2023 19h30 | Katowice | Pologne    | D 28 – 18 (12-9)  | Tournoi du Nouvel An | Lettens, Van Hove, Glorieux (5), Vancosen (2), Kötters (2), Ooms (2), Brixhe (2), S. Spooren (2), Kedziora (1), D'Hanis (1), Robyns (1)                                                               |

### Effectif
Les 18 joueurs sélectionnés pour disputer le Mondial 2023 sont :

## Résultats

### Phase préliminaire
|   | Équipe   | Pts | J | G | N | P | Bp  | Bc  | Diff |
| - | -------- | --- | - | - | - | - | --- | --- | ---- |
| 1 | Danemark | 6   | 3 | 3 | 0 | 0 | 113 | 70  | 43   |
| 2 | Bahreïn  | 3   | 3 | 1 | 1 | 1 | 78  | 91  | -13  |
| 3 | Belgique | 2   | 3 | 1 | 0 | 2 | 87  | 102 | -15  |
| 4 | Tunisie  | 1   | 3 | 0 | 1 | 2 | 77  | 92  | -15  |

#### Danemark - Belgique
| 13 janvier 2023 20h30 | Danemark         | 43 – 28   | Belgique        | Malmö Arena, Malmö Affluence : 12 426 Arbitrage : Paolantoni et García |
| 13 janvier 2023 20h30 | Mikkel Hansen 10 | (22 – 15) | Pierre Brixhe 5 | Malmö Arena, Malmö Affluence : 12 426 Arbitrage : Paolantoni et García |
| 13 janvier 2023 20h30 | ×1 ×2            | Rapport   | ×5              | Malmö Arena, Malmö Affluence : 12 426 Arbitrage : Paolantoni et García |

| Danemark | Belgique |

| Danemark                              |    |                  |       |              |
|                                       |    |                  |       |              |
| G                                     | 1  | Niklas Landin    | 1/1   |              |
| G                                     | 20 | Kevin Møller     | -     |              |
| ALG                                   | 7  | Emil Jakobsen    | 5/7   |              |
| P                                     | 15 | Magnus Saugstrup | 3/3   | Suspension   |
| ALD                                   | 18 | Hans Lindberg    | 2/3   |              |
| ARD                                   | 33 | Mathias Gidsel   | 9/10  | Carton jaune |
| ALG                                   | 4  | Magnus Landin    | 1/1   |              |
| ARG                                   | 21 | Henrik Møllgaard | -     |              |
| DC                                    | 22 | Mads Mensah      | -     |              |
| ARG                                   | 24 | Mikkel Hansen    | 10/11 |              |
| P                                     | 25 | Lukas Jørgensen  | 5/9   |              |
| ALD                                   | 26 | Jóhan Hansen     | 1/1   |              |
| ARG                                   | 32 | Jacob Holm       | 2/3   |              |
| P                                     | 34 | Simon Hald       | -     | Suspension   |
| ARG                                   | 43 | Simon Pytlick    | 3/3   |              |
| ARG                                   | 25 | Lasse Møller     | 1/4   |              |
| Entraîneur : Nikolaj Bredahl Jacobsen |    |                  |       |              |

| Danemark | Statistiques   | Belgique |
| -------- | -------------- | -------- |
| 43/56    | Buts marqués   | 28/48    |
| 77 %     | % réussite     | 58 %     |
| 5/6      | Jets de 7 m    | 1/3      |
| 4 min    | Suspensions    | 10 min   |
| 1        | Cartons jaunes | 0        |
| 0        | Cartons rouges | 0        |
| 13/41    | Arrêts         | 11/54    |
| 32 %     | % d'arrêts     | 20 %     |

| Belgique                  |    |                  |     |            |
|                           |    |                  |     |            |
| G                         | 1  | Jef Lettens      | -   |            |
| G                         | 41 | Arthur Vanhove   | -   | Suspension |
| ALD                       | 6  | Pierre Brixhe    | 5/7 |            |
| ALD                       | 9  | Kobe Serras      | 1/4 |            |
| ARD                       | 10 | Raphaël Kötters  | 4/5 |            |
| DC                        | 11 | Tom Robyns       | 0/1 |            |
| ALG                       | 13 | Nick Braun       | 1/2 |            |
| ARD                       | 14 | Serge Spooren    | 4/7 |            |
| ARG                       | 15 | Quinten Colman   | 1/3 | Suspension |
| p                         | 22 | Yves Vancosen    | 4/4 | Suspension |
| DC                        | 23 | Bartosz Kedziora | 0/3 |            |
| P                         | 24 | Simon Ooms       | 3/3 | Suspension |
| ALG                       | 29 | Yannick Glorieux | 2/3 |            |
| DC                        | 34 | Arber Qerimi     | 3/5 |            |
| ARD                       | 42 | Joris Gillé      | -   | Suspension |
| ARG                       | 44 | Jeroen De Beule  | 0/1 |            |
| Entraîneur : Yérime Sylla |    |                  |     |            |

#### Belgique - Tunisie
| 15 janvier 2023 18h00 | Belgique       | 31–29   | Tunisie            | Malmö Arena, Malmö Affluence : 1 023 Arbitrage : Igancio García et Andreu Marín |
| 15 janvier 2023 18h00 | Arber Qerimi 6 | (17–16) | Noureddine Maoua 4 | Malmö Arena, Malmö Affluence : 1 023 Arbitrage : Igancio García et Andreu Marín |
| 15 janvier 2023 18h00 | ×6             | Rapport | ×2 ×1              | Malmö Arena, Malmö Affluence : 1 023 Arbitrage : Igancio García et Andreu Marín |

| Belgique | Tunisie |

| Belgique                  |    |                  |     |                         |
|                           |    |                  |     |                         |
| G                         | 1  | Jef Lettens      | -   |                         |
| G                         | 41 | Arthur Vanhove   | -   |                         |
| ALD                       | 6  | Pierre Brixhe    | 3/7 |                         |
| ALD                       | 9  | Kobe Serras      | -   |                         |
| ARD                       | 10 | Raphaël Kötters  | 5/5 |                         |
| DC                        | 11 | Tom Robyns       | 3/3 |                         |
| ALG                       | 13 | Nick Braun       | -   |                         |
| ARD                       | 14 | Serge Spooren    | 4/6 |                         |
| ARG                       | 15 | Quinten Colman   | 2/4 | Suspension · Suspension |
| p                         | 22 | Yves Vancosen    | -   | Suspension · Suspension |
| DC                        | 23 | Bartosz Kedziora | -   |                         |
| P                         | 24 | Simon Ooms       | 2/3 |                         |
| ALG                       | 29 | Yannick Glorieux | 5/7 | Suspension              |
| DC                        | 34 | Arber Qerimi     | 6/9 |                         |
| ARD                       | 42 | Joris Gillé      | -   |                         |
| ARG                       | 44 | Jeroen De Beule  | 1/2 | Suspension              |
| Entraîneur : Yérime Sylla |    |                  |     |                         |

| Belgique | Statistiques   | Tunisie |
| -------- | -------------- | ------- |
| 31/46    | Buts marqués   | 29/45   |
| 67 %     | % réussite     | 64 %    |
| 1/1      | Jets de 7 m    | 2/4     |
| 12 min   | Suspensions    | 4 min   |
| 0        | Cartons jaunes | 2       |
| 0        | Cartons rouges | 1       |
| 12/41    | Arrêts         | 11/54   |
| 29 %     | % d'arrêts     | 20 %    |

| Tunisie                    |    |                     |     |              |
|                            |    |                     |     |              |
| G                          | 1  | Asil Namli          | -   |              |
| G                          | 61 | Yassine Belkaied    | -   |              |
| DC                         | 10 | Bilel Abdelli       | 3/3 |              |
| ARG                        | 17 | Oussama Rmiki       | -   |              |
| ARD                        | 21 | Oussema Boughanmi   | 3/7 | Suspension   |
| ARG                        | 22 | Youssef Maaref      | 2/4 |              |
| DC                         | 25 | Abdelhak Ben Salah  | 3/4 |              |
| ALD                        | 27 | Issam Rzig          | 2/3 |              |
| ARG                        | 28 | Hazem Bacha         | 3/6 |              |
| ALD                        | 29 | Tarak Jallouz       | 1/1 |              |
| ALG                        | 55 | Ghassen Toumi       | 1/2 | Carton rouge |
| ARD                        | 57 | Noureddine Maoua    | 4/5 |              |
| P                          | 69 | Jihed Jaballah      | 2/2 |              |
| DC                         | 71 | Mohamed Darmoul     | 3/4 |              |
| ARD                        | 96 | Anouar Ben Abdallah | 2/3 | Suspension   |
| P                          | 98 | Islem Jbeli         | 0/1 | Carton jaune |
| Entraîneur : Patrick Cazal |    |                     |     |              |

#### Belgique - Bahreïn
| 17 janvier 2023 18h00 | Belgique          | 28 – 30   | Bahreïn          | Malmö Arena, Malmö Affluence : 9 350 Arbitrage : Grillo et Lenci |
| 17 janvier 2023 18h00 | Raphaël Kötters 8 | (12 – 15) | Ali Merza (en) 6 | Malmö Arena, Malmö Affluence : 9 350 Arbitrage : Grillo et Lenci |
| 17 janvier 2023 18h00 | ×3 ×1             | Rapport   | ×5               | Malmö Arena, Malmö Affluence : 9 350 Arbitrage : Grillo et Lenci |

| Belgique | Bahreïn |

### Tour principal
|   | Équipe     | Pts | J | G | N | P | Bp  | Bc  | Diff |
| - | ---------- | --- | - | - | - | - | --- | --- | ---- |
| 1 | Danemark   | 9   | 5 | 4 | 1 | 0 | 174 | 130 | 44   |
| 2 | Égypte     | 8   | 5 | 4 | 0 | 1 | 150 | 118 | 32   |
| 3 | Croatie    | 7   | 5 | 3 | 1 | 1 | 171 | 143 | 28   |
| 4 | Bahreïn    | 4   | 5 | 2 | 0 | 3 | 137 | 160 | -23  |
| 5 | États-Unis | 2   | 5 | 1 | 0 | 4 | 113 | 162 | -49  |
| 6 | Belgique   | 0   | 5 | 0 | 0 | 5 | 132 | 164 | -32  |

| 19 janvier 2023 18h00 | Égypte           | 33 – 28   | Belgique           | Malmö Arena, Malmö Affluence : 8 784 Arbitrage : Lah et Sok |
| 19 janvier 2023 18h00 | Mohsen Mahmoud 7 | (22 – 15) | Sébastien Danesi 9 | Malmö Arena, Malmö Affluence : 8 784 Arbitrage : Lah et Sok |
| 19 janvier 2023 18h00 | ×3               | Rapport   | ×1 ×4              | Malmö Arena, Malmö Affluence : 8 784 Arbitrage : Lah et Sok |

| 21 janvier 2023 18h00 | Croatie         | 34 – 26   | Belgique        | Malmö Arena, Malmö Affluence : 11 008 Arbitrage : Kleven et Jørum |
| 21 janvier 2023 18h00 | Marin Jelinić 6 | (21 – 13) | Trois joueurs 4 | Malmö Arena, Malmö Affluence : 11 008 Arbitrage : Kleven et Jørum |
| 21 janvier 2023 18h00 | ×5              | Rapport   | ×3              | Malmö Arena, Malmö Affluence : 11 008 Arbitrage : Kleven et Jørum |

| 23 janvier 2023 15h30 | États-Unis       | 24 – 22   | Belgique        | Malmö Arena, Malmö Affluence : 4 725 Arbitrage : Schulze et Tönnies |
| 23 janvier 2023 15h30 | Quatre joueurs 4 | (14 – 12) | Ooms, Kötters 4 | Malmö Arena, Malmö Affluence : 4 725 Arbitrage : Schulze et Tönnies |
| 23 janvier 2023 15h30 | ×4               | Rapport   | ×1              | Malmö Arena, Malmö Affluence : 4 725 Arbitrage : Schulze et Tönnies |